# Pleuroceras ciliatum
Pleuroceras ciliatum är en svampart som beskrevs av Riess 1854. Pleuroceras ciliatum ingår i släktet Pleuroceras och familjen Gnomoniaceae.   Inga underarter finns listade i Catalogue of Life.